# وزیر امور خارجه (روسیه)
این فهرستی از وزرای امور خارجه روسیه از روسیه تزاری تا فدراسیون روسیه است.

## روسیه تزاری
| تصویر           | اسم                        | مدت کار          | مدت کار         | رئیس دولت    |
| --------------- | -------------------------- | ---------------- | --------------- | ------------ |
|                 | ایوان ویسکواتی             | ۲ ژانویه، ۱۵۴۹   | ۲ اوت، ۱۵۶۲     | ایوان مخوف   |
|                 | آندری واسیلیف              | سپتامبر، ۱۵۶۲    | ۲۵ ژوئیه ۱۵۷۰   | ایوان مخوف   |
|                 | آندری شچالکوف              | نوامبر، ۱۵۷۰     | ۱۷ ژوئن، ۱۵۹۴   | ایوان مخوف   |
|                 | واسیلی شچالکوف             | ۳۰ ژوئن، ۱۵۹۴    | مه ۱۶۰۱         | فیودور یکم   |
| بوریس گودونوف   | واسیلی شچالکوف             | ۳۰ ژوئن، ۱۵۹۴    | مه ۱۶۰۱         |              |
|                 | افانازی ولاسیف             | مه ۱۶۰۱          | ۸ مه، ۱۶۰۵      |              |
| فئودور دوم      | افانازی ولاسیف             | مه ۱۶۰۱          | ۸ مه، ۱۶۰۵      |              |
|                 | ایوان گراموتین             | اوت ۱۶۰۵         | ۱۴ فوریه، ۱۶۰۶  | دیمیتری اول  |
|                 | واسیلی تلپنف               | ۱۶۰۶             | مارس ۱۶۱۱       | واسیلی چهارم |
| دیمیتری دوم     | واسیلی تلپنف               | ۱۶۰۶             | مارس ۱۶۱۱       |              |
|                 | ایوان گراموتین             | ۲۰ نوامبر، ۱۶۱۱  | سپتامبر ۱۶۱۲    |              |
|                 | فدور آندروسوف              | سپتامبر ۱۶۱۲     | ژوئن ۱۶۱۳       |              |
|                 | پیوتر ترتیاکوف             | ژوئن ۱۶۱۳        | ۱۶ مه، ۱۶۱۸     | میخائیل یکم  |
|                 | ایوان گراموتین             | مه ۱۶۱۸          | ۲۱ دسامبر، ۱۶۲۶ | میخائیل یکم  |
|                 | افیم تلپنیف                | ۲۲ دسامبر، ۱۶۲۶  | ۳۰ ژوئیه، ۱۶۳۰  | میخائیل یکم  |
|                 | فدور لیخاچوف               | ۲۱ سپتامبر، ۱۶۳۰ | ۲۵ دسامبر، ۱۶۳۱ | میخائیل یکم  |
|                 | ایوان گریازف               | ۱ اکتبر، ۱۶۳۲    | ۱۷ آوریل، ۱۶۳۴  | میخائیل یکم  |
|                 | ایوان گراموتین             | ۱۹ مه، ۱۶۳۴      | ۱۹ ژوئیه، ۱۶۳۵  | میخائیل یکم  |
|                 | فدور لیخاچوف               | ۲۱ سپتامبر، ۱۶۳۵ | ۱ سپتامبر، ۱۶۴۳ | میخائیل یکم  |
|                 | گریگوری لووو               | ۱ سپتامبر، ۱۶۴۳  | ۲۷ دسامبر، ۱۶۴۶ | میخائیل یکم  |
| الکسیس یکم      | گریگوری لووو               | ۱ سپتامبر، ۱۶۴۳  | ۲۷ دسامبر، ۱۶۴۶ |              |
|                 | نظری چیستوی                | ۶ ژوئیه، ۱۶۴۷    | ۲ ژوئن، ۱۶۴۸    |              |
|                 | میخائیل ولوشنینف           | ۴ ژوئیه، ۱۶۴۸    | آوریل ۱۶۵۳      |              |
|                 | آلماز ایوانف               | ۲۸ سپتامبر، ۱۶۵۳ | ۱۰ مارس، ۱۶۶۷   |              |
|                 | آفاناسی لاورنتیویچ نشچوکین | ۱۵ ژوئیه، ۱۶۶۷   | ۲۱ فوریه، ۱۶۷۱  |              |
|                 | آرتامون ماتویف             | ۲۲ فوریه، ۱۶۷۱   | ۳ ژوئیه، ۱۶۷۶   |              |
|                 | لاریون ایوانف              | ۴ ژوئیه ،۱۶۷۶    | ۲۱ دسامبر ،۱۶۸۰ |              |
| فیودور سوم      | لاریون ایوانف              | ۴ ژوئیه ،۱۶۷۶    | ۲۱ دسامبر ،۱۶۸۰ |              |
|                 | واسیلی ولینسکی             | ۲۱ دسامبر، ۱۶۸۰  | ۶ مه، ۱۶۸۱      |              |
|                 | لاریون ایوانف              | ۶ مه، ۱۶۸۱       | ۱۵ مه، ۱۶۸۲     |              |
| سوفیا آلکسیاونا | لاریون ایوانف              | ۶ مه، ۱۶۸۱       | ۱۵ مه، ۱۶۸۲     |              |
|                 | واسیلی گلیتسین             | ۱۷ مه، ۱۶۸۲      | ۶ سپتامبر، ۱۶۸۹ |              |
|                 | املیان اوکرانیسف           | ۶ سپتامبر، ۱۶۸۹  | ۱۹ آوریل، ۱۶۹۹  | ایوان پنجم   |
|                 | لو ناریشکین                | ۱۶۹۷             | ۱۶۹۹            | پتر یکم      |

## امپراتوری روسیه
| تصویر      | اسم                                      | مدت کار          | مدت کار          | رئیس دولت    |
| ---------- | ---------------------------------------- | ---------------- | ---------------- | ------------ |
|            | فئودور گولوین                            | ۱۸ فوریه، ۱۷۰۰   | ۲ اوت، ۱۷۰۶      | پتر یکم      |
|            | پیتر شافیروف                             | سپتامبر ۱۷۰۶     | ۱۷۰۸             | پتر یکم      |
|            | گاوریل گلوفکین                           | ۱۷۰۸             | ۲۰ ژوئیه، ۱۷۳۴   | پتر یکم      |
| کاترین یکم | گاوریل گلوفکین                           | ۱۷۰۸             | ۲۰ ژوئیه، ۱۷۳۴   |              |
| پتر دوم    | گاوریل گلوفکین                           | ۱۷۰۸             | ۲۰ ژوئیه، ۱۷۳۴   |              |
| آنا        | گاوریل گلوفکین                           | ۱۷۰۸             | ۲۰ ژوئیه، ۱۷۳۴   |              |
|            | آندری استرمن                             | ۱۷۳۴             | ۱۷۴۰             |              |
|            | الکسی چرکاسکی                            | ۱۰ نوامبر، ۱۷۴۰  | ۴ نوامبر، ۱۷۴۲   | ایوان ششم    |
|            | الکسی بستوژف ریومین                      | ۴ نوامبر، ۱۷۴۲   | ۱۵ فوریه، ۱۷۵۸   | الیزابت      |
|            | میخائیل ورونونسوف                        | ۲۳ نوامبر، ۱۷۵۸  | ۲۷ اکتبر، ۱۷۶۳   | الیزابت      |
| پتر سوم    | میخائیل ورونونسوف                        | ۲۳ نوامبر، ۱۷۵۸  | ۲۷ اکتبر، ۱۷۶۳   |              |
|            | نیکیتا پانین                             | ۲۷ اکتبر، ۱۷۶۳   | ۱۰ آوریل، ۱۷۸۱   | کاترین دوم   |
|            | ایوان استرمن                             | ۱۰ آوریل، ۱۷۸۱   | ۲ مه، ۱۷۹۷       | کاترین دوم   |
|            | الکساندر بزبوردکو                        | ۲ مه، ۱۷۹۷       | ۶ آوریل، ۱۷۹۹    | پاول یکم     |
|            | فئودور رستوچین                           | ۶ آوریل، ۱۷۹۹    | ۲۰ فوریه، ۱۸۰۱   | پاول یکم     |
|            | نیکیتا پانین                             | ۲۳ مارس، ۱۸۰۱    | ۳۰ سپتامبر، ۱۸۰۱ | الکسادر یکم  |
|            | ویکتور کوچووبی                           | ۳۰ سپتامبر، ۱۸۰۱ | ۸ سپتامبر، ۱۸۰۲  | الکسادر یکم  |
|            | الکساندر ورونونسوف                       | ۸ سپتامبر، ۱۸۰۲  | ۱۶ ژوئیه، ۱۸۰۴   | الکسادر یکم  |
|            | آدام چارتوریسکی                          | ۱۶ ژوئیه، ۱۸۰۴   | ۱۷ ژوئن، ۱۸۰۶    | الکسادر یکم  |
|            | آندریاس ابرهارد فون بودبرگ               | ۱۷ ژوئن، ۱۸۰۶    | ۳۰ اوت، ۱۸۰۷     | الکسادر یکم  |
|            | نیکلای رومیانتسف                         | ۱۲ فوریه، ۱۸۰۸   | ۱ اوت، ۱۸۱۴      | الکسادر یکم  |
|            | ایوانیس کاپودیستریاس مشرک با کارل نسلرود | ۳۱ ژوئن، ۱۸۱۶    | ۱۹ اوت، ۱۸۲۲     |              |
|            | کارل نسلرود                              | ۱۸۱۴             | ۱۵ آوریل، ۱۸۵۶   |              |
| نیکلای یکم | کارل نسلرود                              | ۱۸۱۴             | ۱۵ آوریل، ۱۸۵۶   |              |
|            | الکساندر گورچاکوف                        | ۱۵ آوریل، ۱۸۵۶   | ۹ آوریل، ۱۸۸۲    | الکساندر دوم |
|            | نیکولای گیرس                             | ۹ آوریل، ۱۸۸۲    | ۲۶ ژوئن، ۱۸۹۵    | الکساندر سوم |
|            | آلکسی لوبانوف روستوفسکی                  | ۱۸ مارس، ۱۸۹۵    | ۳۰ اوت، ۱۸۹۶     | نیکلای دوم   |
|            | نیکولای شیشکین                           | ۱ سپتامبر، ۱۸۹۶  | ۱۳ ژوئیه، ۱۸۹۷   | نیکلای دوم   |
|            | میخائیل موراویوف                         | ۱۳ ژوئیه، ۱۸۹۷   | ۲۱ ژوئن، ۱۹۰۰    | نیکلای دوم   |
|            | ولادیمیر لامسدورف                        | ۶ ژوئیه، ۱۹۰۱    | ۱۱ مه، ۱۹۰۶      | نیکلای دوم   |
|            | الکساندر ایزولسکی                        | ۱۱ مه، ۱۹۰۶      | ۱۱ اکتبر، ۱۹۱۰   | نیکلای دوم   |
|            | سرگئی سازنوف                             | ۱۱ اکتبر، ۱۹۱۰   | ۲۰ ژوئیه، ۱۹۱۶   | نیکلای دوم   |
|            | بوریس استورمر                            | ۲۰ ژوئیه، ۱۹۱۶   | ۲۳ نوامبر، ۱۹۱۶  | نیکلای دوم   |
|            | نیکولای پوکروفسکی                        | ۲۳ نوامبر، ۱۹۱۶  | ۲ مارس، ۱۹۱۷     | نیکلای دوم   |

## دولت موقت روسیه
| وزیر | وزیر            | وزیر            | حزب                  | مدت کار      | مدت کار        | نخست‌وزیر | نخست‌وزیر    |
| ---- | --------------- | --------------- | -------------------- | ------------ | -------------- | -------- | ----------- |
|      |                 | پاول میلیوکف    | حزب دموکراتیک مشروطه | ۲ مارس، ۱۹۱۷ | ۱ مه، ۱۹۱۷     |          | گئورگی لووف |
|      |                 | میخائیل ترشچنکو | کنشگر سیاسی مستقل    | ۵ مه، ۱۹۱۷   | ۲۹ اکتبر، ۱۹۱۷ |          | گئورگی لووف |
|      | الکساندر کرنسکی | میخائیل ترشچنکو | کنشگر سیاسی مستقل    | ۵ مه، ۱۹۱۷   | ۲۹ اکتبر، ۱۹۱۷ |          |             |

## جمهوری فدراتیو سوسیالیستی روسیه شوروی
| وزیر                | وزیر             | وزیر               | حزب                                                       | مدت کار          | مدت کار          | رئیس دولت | رئیس دولت        |
| ------------------- | ---------------- | ------------------ | --------------------------------------------------------- | ---------------- | ---------------- | --------- | ---------------- |
|                     |                  | لئون تروتسکی       | حزب سوسیال دموکرات کارگری روسیه (حزب کمونیست اتحاد شوروی) | ۸ نوامبر، ۱۹۱۷   | ۱۳ مارس، ۱۹۱۸    |           | لو کامنف         |
|                     |                  | گئورگی چیچرین      | حزب کمونیست اتحاد شوروی                                   | ۹ آوریل، ۱۹۱۸    | ۶ ژوئیه، ۱۹۲۳    |           | لو کامنف         |
| لغو شده (۱۹۴۴–۱۹۲۳) |                  |                    |                                                           |                  |                  |           |                  |
|                     |                  | آناتولی لاورنتیف   | حزب کمونیست اتحاد شوروی                                   | ۸ مارس، ۱۹۴۴     | ۱۳ مارس، ۱۹۴۶    |           | نیکولای شورنیک   |
| لغو شده (۱۹۵۹–۱۹۴۶) |                  |                    |                                                           |                  |                  |           |                  |
|                     |                  | میخائیل یاکوولف    | حزب کمونیست اتحاد شوروی                                   | ۱۶ آوریل، ۱۹۵۹   | ۵ اوت، ۱۹۶۰      |           | نیکولای ایگناتوف |
|                     | نیکولای ارگانوف  | میخائیل یاکوولف    | حزب کمونیست اتحاد شوروی                                   | ۱۶ آوریل، ۱۹۵۹   | ۵ اوت، ۱۹۶۰      |           |                  |
|                     |                  | سرگئی لاپین        | حزب کمونیست اتحاد شوروی                                   | ۵ سپتامبر، ۱۹۶۰  | ۲۰ ژوئیه، ۱۹۶۲   |           |                  |
|                     |                  | میخائیل منشیکوف    | حزب کمونیست اتحاد شوروی                                   | ۱ فوریه، ۱۹۶۲    | ۱۱ سپتامبر، ۱۹۶۸ |           |                  |
|                     | نیکولای ایگناتوف | میخائیل منشیکوف    | حزب کمونیست اتحاد شوروی                                   | ۱ فوریه، ۱۹۶۲    | ۱۱ سپتامبر، ۱۹۶۸ |           |                  |
|                     | میخائیل یاسنوف   | میخائیل منشیکوف    | حزب کمونیست اتحاد شوروی                                   | ۱ فوریه، ۱۹۶۲    | ۱۱ سپتامبر، ۱۹۶۸ |           |                  |
|                     |                  | آلکسی رودیونف      | حزب کمونیست اتحاد شوروی                                   | ۱۱ سپتامبر، ۱۹۶۸ | ۷ مه، ۱۹۷۱       |           |                  |
|                     |                  | فئودور تیتوف       | حزب کمونیست اتحاد شوروی                                   | ۷ مه، ۱۹۷۱       | ۲۸ مه، ۱۹۸۲      |           |                  |
|                     |                  | ولادیمیر وینوگرادف | حزب کمونیست اتحاد شوروی                                   | ۲۸ مه، ۱۹۸۲      | ۱۵ ژوئن، ۱۹۹۰    |           |                  |
|                     | ولادیمیر اورلوف  | ولادیمیر وینوگرادف | حزب کمونیست اتحاد شوروی                                   | ۲۸ مه، ۱۹۸۲      | ۱۵ ژوئن، ۱۹۹۰    |           |                  |
|                     | ویتالی وروتنیکوف | ولادیمیر وینوگرادف | حزب کمونیست اتحاد شوروی                                   | ۲۸ مه، ۱۹۸۲      | ۱۵ ژوئن، ۱۹۹۰    |           |                  |
|                     |                  | آندری کوزیرف       | کنشگر سیاسی مستقل                                         | ۱۱ اکتبر، ۱۹۹۰   | ۱۶ مه، ۱۹۹۲      |           | بوریس یلتسین     |

## اتحاد جماهیر شوروی سوسیالیستی
| تصویر             | اسم               | مدت کار        | مدت کار         | رئیس دولت       |
| ----------------- | ----------------- | -------------- | --------------- | --------------- |
|                   | گئورگی چیچرین     | ۶ ژوئیه، ۱۹۲۳  | ۲۱ ژوئیه، ۱۹۳۰  | ولادمیر لنین    |
| ژوزف استالین      | گئورگی چیچرین     | ۶ ژوئیه، ۱۹۲۳  | ۲۱ ژوئیه، ۱۹۳۰  |                 |
|                   | ماکسیم لیتوینوف   | ۲۱ ژوئیه، ۱۹۳۰ | ۳ مه، ۱۹۳۹      |                 |
|                   | ویاچسلاو مولوتف   | ۳ مه، ۱۹۳۹     | ۴ مارس، ۱۹۴۹    |                 |
|                   | آندره ویشینسکی    | ۴ مارس، ۱۹۴۹   | ۵ مارس، ۱۹۵۳    |                 |
|                   | ویاچسلاو مولوتف   | ۵ مارس، ۱۹۵۳   | ۱ ژوئن، ۱۹۵۶    | نیکیتا خروشچف   |
|                   | دمیتری شپیلوف     | ۱ ژوئن، ۱۹۵۶   | ۱۵ فوریه، ۱۹۵۷  | نیکیتا خروشچف   |
|                   | آندری گرومیکو     | ۱۵ فوریه، ۱۹۵۷ | ۲۸ ژوئیه، ۱۹۸۵  | نیکیتا خروشچف   |
| لئونید برژنف      | آندری گرومیکو     | ۱۵ فوریه، ۱۹۵۷ | ۲۸ ژوئیه، ۱۹۸۵  |                 |
| یوری آندروپوف     | آندری گرومیکو     | ۱۵ فوریه، ۱۹۵۷ | ۲۸ ژوئیه، ۱۹۸۵  |                 |
| کنستانتین چرنینکو | آندری گرومیکو     | ۱۵ فوریه، ۱۹۵۷ | ۲۸ ژوئیه، ۱۹۸۵  |                 |
|                   | ادوارد شواردنادزه | ۲۸ ژوئیه، ۱۹۸۵ | ۲۰ دسامبر، ۱۹۹۰ | میخائیل گورباچف |
|                   | الکساندر بسمرتنیک | ۱۵ ژوئیه، ۱۹۹۱ | ۲۸ اوت، ۱۹۹۱    | میخائیل گورباچف |
|                   | بوریس پانکین      | ۲۸ اوت، ۱۹۹۱   | ۱۴ نوامبر، ۱۹۹۱ | میخائیل گورباچف |

### وزیر روابط خارجی اتحاد جماهیر شوروی سوسیالیستی (۱۹۹۱)
| تصویر | اسم               | مدت کار         | مدت کار         |
| ----- | ----------------- | --------------- | --------------- |
|       | ادوارد شواردنادزه | ۱۹ نوامبر، ۱۹۹۱ | ۲۶ دسامبر، ۱۹۹۱ |

## فدراسیون روسیه
| وزیر | وزیر          | وزیر           | حرب               | مدت کار          | مدت کار          | رئیس‌جمهوری | رئیس‌جمهوری   |
| ---- | ------------- | -------------- | ----------------- | ---------------- | ---------------- | ---------- | ------------ |
|      |               | آندری کوزیرف   | کنشگر سیاسی مستقل | ۱۶ مه، ۱۹۹۲      | ۵ ژوئیه، ۱۹۹۶    |            | بوریس یلتسین |
|      |               | یوگنی پریماکوف | کنشگر سیاسی مستقل | ۱۰ ژوئیه، ۱۹۹۶   | ۱۱ سپتامبر، ۱۹۹۸ |            | بوریس یلتسین |
|      |               | ایگور ایوانوف  | کنشگر سیاسی مستقل | ۳۰ سپتامبر، ۱۹۹۸ | ۲۴ فوریه، ۲۰۰۴   |            | بوریس یلتسین |
|      | ولادمیر پوتین | ایگور ایوانوف  | کنشگر سیاسی مستقل | ۳۰ سپتامبر، ۱۹۹۸ | ۲۴ فوریه، ۲۰۰۴   |            |              |
|      |               | سرگئی لاوروف   | روسیه واحد        | ۲۴ فوریه، ۲۰۰۴   | مسئول            |            |              |
|      | دمیتری مدودف  | سرگئی لاوروف   | روسیه واحد        | ۲۴ فوریه، ۲۰۰۴   | مسئول            |            |              |
|      | ولادمیر پوتین | سرگئی لاوروف   | روسیه واحد        | ۲۴ فوریه، ۲۰۰۴   | مسئول            |            |              |
|      |               | سرگئی لاوروف   | روسیه واحد        | ۲۴ فوریه، ۲۰۰۴   | مسئول            |            |              |